# Industrial Socialist Labor Party
Die Industrial Socialist Labor Party (deutsch: Industrielle Sozialistische Arbeiterpartei) war eine kurzlebige sozialistische Partei in den späten 1910er und frühen 1920er Jahren in Australien. Gegründet wurde die sozialistische Partei von Mitgliedern des industriellen Flügels der Australian Labor Party (ALP), die damals von Kräften der  Industrial Workers of the World (IWW) und der Bewegung One Big Union (OBE) (deutsch: Eine Große Gewerkschaft) dominiert wurde.

## Politik
Gegründet wurde diese Partei auf einer Konferenz im August 1919, auf der Kandidaten für die Nationalwahlen in Australien im Jahr 1919 nominiert wurden. Diese Bewerber standen im Wahlkampf gegen die Kandidaten der ALP zur Wahl und erhielten 10 % der Erststimmen. Die sozialistische Partei gewann 1920 lediglich einen Abgeordnetensitz durch Percy Brookfield im Wahlkreis von Sturt in New South Wales bei der Parlamentswahl in New South Wales. Brookfield konnte mit seiner Stimmenvergabe über Mehrheiten im Parlament entscheiden: Ein Jahr nach dieser Wahl fiel er einem Mörder zum Opfer. Michael Considine, Mitglied der ALP im Wahlkreis Barrier im Australian House of Representatives ab 1917 wechselte 1920 in die Industrial Socialist Labor Party und nachdem er 1920 ausgeschlossen wurde, kandidierte er erfolglos in Darling 1922 für die ALP in Wahlkreis Barrier. Donald Grant, eines von zwölf australischen IWW-Mitglieder, kandidierte im Wahlkreis Sturt 1922 und erreichte lediglich 2,8 % der Erststimmen. Er wurde später als ALP-Mitglied erfolgreich ins  Parlament gewählt. Weitere Mitglieder dieser sozialistischen Partei, die in Australien bekannt sind, waren John Garden und Jack Baddeley.

## Auflösung
Die Unterstützung der sozialistischen Partei ging zurück, als die ALP 1921 die geforderten sogenannten Socialist Objective von ihr übernahm. Unter dem Begriff Socialist Objective wurde damals in der australischen Arbeiterbewegung unter dem Eindruck der russischen Oktoberrevolution die soziale Radikalisierung der politischen Plattformen und Programme und Einigkeit der Arbeiterbewegung verstanden. Auf dem All-Australian Trades Union Congress von Juni/Juli 1921 gab die nationale Führung der ALP zu verstehen, dass sie sich stärker auf die Gewerkschaften und auf die Einigkeit orientieren werde und akzeptierte folgenden  Resolutionstext:
„(a) That the Australian Labor Party proposes collective ownership for the purpose of preventing exploitation and to whatever extent may be necessary for that purpose.
That wherever private ownership is a means of exploitation it is opposed by the party, but
(c) that the party does not seek to abolish private ownership even of any instruments of production where such instruments are utilised by their owners in a socially useful manner and without exploitation“.
Nach dieser Entscheidung wechselten zahlreiche Mitglieder der Industrial Socialist Labor Party entweder in die ALP oder in die Communist Party of Australia und die Partei löste sich auf.